# Teresa Méndez
María Teresa Méndez Mayo (ur. 29 października 1982) – hiszpańska zapaśniczka startująca w stylu wolnym. Olimpijka z Pekinu 2008, gdzie zajęła czternaste miejsce w kategorii 63 kg.
Piąta na mistrzostwach świata w 2006. Brązowa medalistka mistrzostw Europy w 2005 roku.